# Trinity College (Oxford)

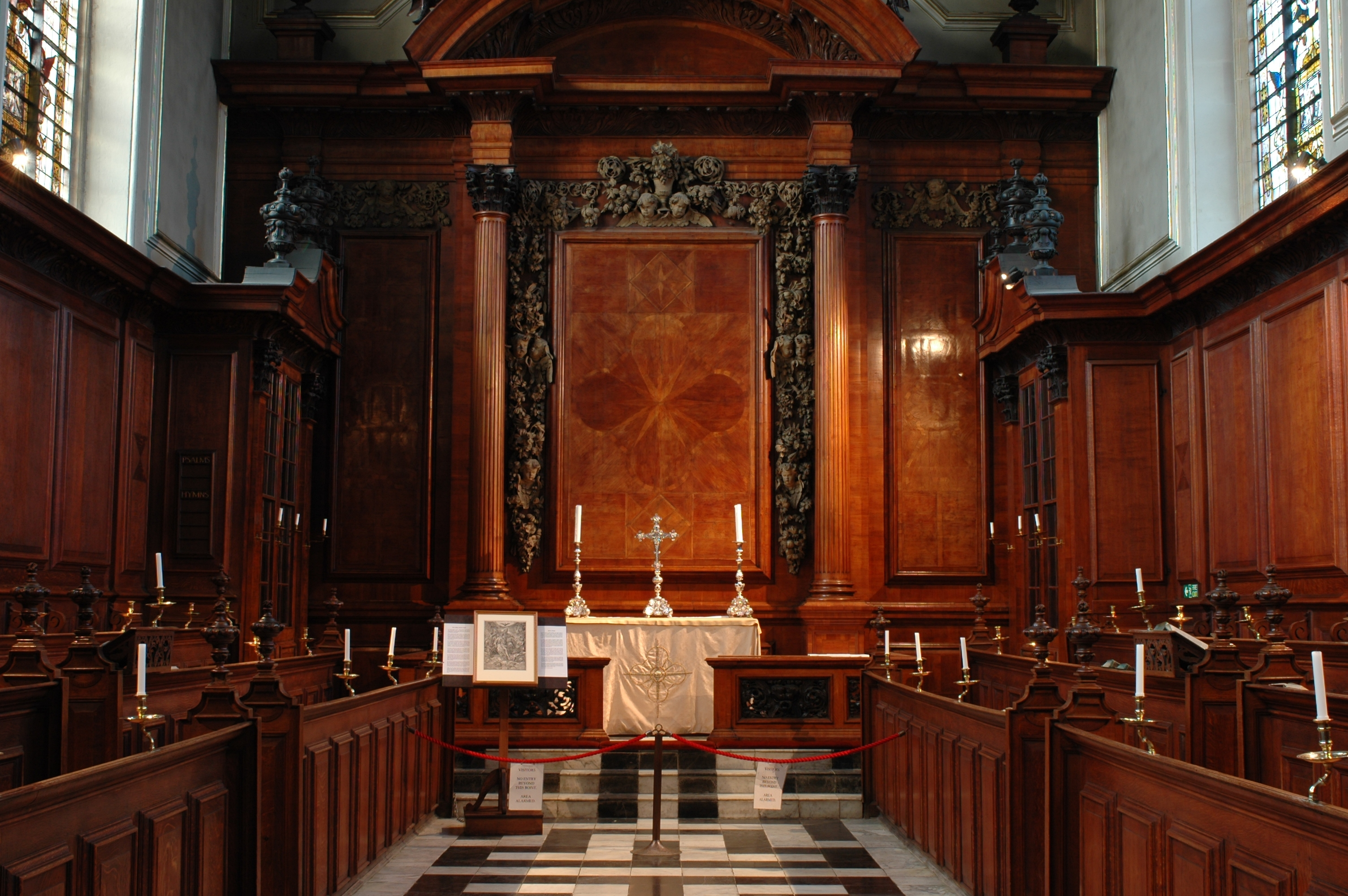
Kapel te Trinity College

Trinity College is een van de 39 colleges van de Universiteit van Oxford. De volledig naam van het college is The College of the Holy and Undivided Trinity in the University of Oxford, of the foundation of Sir Thomas Pope (Knight). Dit college werd in 1555 opgericht door Sir Thomas Pope op land dat tot dan toe behoorde tot Durham College, de woon- en werkplek van Benedictijnse monniken van de Kathedraal van Durham.
Trinity College is gelegen aan de Broad Street naast Balliol College en tegenover Turl Street. Tussen Trinity College en Balliol College bestaat rivaliteit (College rivalry).
Onder de alumni bevinden zich drie Britse premiers: Spencer Compton, 1st Earl of Wilmington (1674-1743), William Pitt de Oudere (1708-1778) en Frederick North, Lord North (1732-1792). De bekende kardinaal John Henry Newman (1801-1890), studeerde aan Trinity College. De huidige koning der Belgen, Filip van België (*1960), studeerde in 1988 een trimester aan Trinity College.